# Старий Луцьк (баскетбольний клуб)
Баскетбольний клуб «Старий Луцьк» — професійний баскетбольний клуб і однойменна чоловіча баскетбольна команда з міста Луцьк, що виступає в українській баскетбольній суперлізі. Створений у 2017 році.
Також в структурі клубу є команда з баскетболу 3х3 «Промбудсфера», яка двічі перемагала в Чемпіонаті України 3×3 (2018 та 2021 рр.)

## Команда
Основний склад
| №  | Прізвище, ім'я      | Позиція   | Країна  | Дата народження | Ріст |
| -- | ------------------- | --------- | ------- | --------------- | ---- |
| 1  | Мусієнко Антон      | захисник  | Україна | 31/10/1997      | 194  |
| 2  | Джексон Маркіз      | захисник  | США     | 13/10/1998      | 180  |
| 4  | Коцько Володимир    | захисник  | Україна | 27/07/1997      | 193  |
| 5  | Кольченко Олександр | захисник  | Україна | 20/09/1988      | 195  |
| 8  | Прозапас Олександр  | захисник  | Україна | 28/03/2000      | 188  |
| 10 | Марків Данило       | форвард   | Україна | 02/10/2002      | 190  |
| 11 | Дюпін Олександр     | форвард   | Україна | 02/12/2004      | 194  |
| 13 | Томас Стейсі        | центровий | США     | 28/12/1998      | 204  |
| 17 | Глушко Петро        | форвард   | Україна | 12/07/1994      | 198  |
| 22 | Дейна Максим        | центровий | Україна | 28/07/1999      | 207  |
| 35 | Бедлінський Ілля    | центровий | Україна | 02/08/1994      | 208  |
| 37 | Липовцев Дмитро     | форвард   | Україна | 08/10/1986      | 203  |

## Досягнення
Перша ліга
- Чемпіон: 2018

Вища ліга
- Чемпіон: 2022

## Відомі гравці
- Федчук Едуард Сергійович
- Салтовець Олег Анатолійович
- Кольченко Олександр Михайлович

## Тренери
- Володимир Іванович Журжій (2017—2023)
- Дмитро Йосипович Чайковський (з 2023)